# Grotoszczur
Grotoszczur (Boromys) – wymarły rodzaj ssaków z podrodziny pieczarowców (Heteropsomyinae) w obrębie rodziny kolczakowatych (Echimyidae).

## Zasięg występowania
Rodzaj obejmował gatunki występujące na Kubie.

## Systematyka
Rodzaj zdefiniował w 1916 roku amerykański botanik i zoolog Gerrit Smith Miller na łamach Smithsonian Miscellaneous Collection. Na gatunek typowy Miller wyznaczył (oryginalne oznaczenie) grotoszczura karaibskiego (B. offella).

### Etymologia
Boromys: gr. βορος boros ‘łakomy’; μυς mus, μυος muos ‘mysz’.

### Podział systematyczny
Do rodzaju należały następujące gatunki:
- Boromys offella G.S. Miller, 1916 – grotoszczur karaibski
- Boromys torrei G.S. Miller, 1917 – grotoszczur leśny